# Бітрікс24
Бітрікс24 — російський хмарний сервіс, який пропонує набір інструментів для організації роботи компаній та побудови взаємовідносин з клієнтами. Розробник та провайдер — російська компанія «1С-Битрикс». Працює як SaaS-модель у хмарній версії або встановлюється коробковою версією на окремих серверах з можливістю доопрацювання під індивідуальні запити. 
З 1 червня 2023 Бітрікс24 припиняє роботу на території України та видаляє усі данні користувачів. 15 квітня 2023 Президент України підписав указ про введення в дію рішень РНБО, що передбачає санкції на 10 років щодо 351 фізособи та 254 юросіб, зокрема й «Бітрікс24».
За даними опитування GfK Бітрікс24 названий CRM № 1 у 2018 та 2020 роках в Україні.

## Історія
У 1988 році розробник з Калінінграда Сергій Рижиков, заснував вебстудію. У нього виникла ідея створити CMS, з можливістю адаптування під нові сайти. На той час, всередині вебстудії користувалися версією «Бітрікс. Управління сайтами». Її було вдосконалено та запущено у використання як «Бітрікс: Управління сайтом 3.0».
2003 рік став початком створення партнерської мережі, до якої за декілька місяців після запуску було залучено близько 300 партнерів.
У 2008 році було запущено корпоративний портал на базі CMS «1С-Бітрікс: Управління сайтом», який надалі став основою для створення «Бітрікс24».
12 квітня 2012 рік — сервіс «Бітрікс24» запущено у доменах com, de та ru. Основою «Бітрікс24» став корпоративний портал, який існував на базі CMS «1С-Бітрікс: Управління сайтом» з 2008 року.
2 жовтня 2013 року — «Бітрікс24» запрацював в Україні, з українським інтерфейсом.
В 2019 році американський популярний журнал PC magazine включив Бітрікс24 в топ-5 CRM систем світу для ринку нерухомості.
У березні 2020 року Бітрікс24 зробили безплатну версію доступною для необмеженої кількості працівників компанії.
У жовтні 2020 року Бітрікс24 досяг 8 мільйонів зареєстрованих компаній. Поточна версія сервісу має назву Бітрікс24.Сеул.
У травні 2021 року відбувся реліз нової версії Бітрікс24.Берлін. Серед нових функцій з'явився онлайн-редактор для спільної роботи з документами, оплата через WhatsApp.
У червні 2021 року відбулася інтеграція Instagram та Бітрікс24.
На 2021 рік система підтримувала 18 мов інтерфейсу.
У грудні 2023 року українські хакери зупинили роботу хмарного сервісу, що вплинуло на роботу багатьох російських компаній.

## Функціонал
Сервіс влаштований за принципом «єдиного вікна». До нього входять основні інструменти:
1. CRM — система управління продажами (автоматизація воронки продажів, телефонія, пошта) та комунікацією з клієнтами (збереження дзвінків, листів, чатів з клієнтами).
2. Офіс — простір для спілкування всієї компанії (планування графіку та зустрічей, дзвінки, обмін сповіщеннями).
3. Завдання та проєкти — платформа для спільної роботи над проєктами (постановка завдань, контроль термінів виконання).
4. Контакт-центр — система для об'єднання усіх каналів зв'язку (соцмережі, електронна пошта, телефонія та сайти). Забезпечує консультаційну та технічну підтримку користувачів на сайті.
5. Конструктор сайтів та магазинів — система, для побудови сайтів та лендінгів за допомогою готових блоків.[18][19][20]

## Архітектура та платформи
Існує хмарна версія та версія для встановлення на власний сервер з можливістю кастомізації. Для всіх користувачів доступні комп'ютерні версії — Windows, MacOS та мобільні застосунки —  Android, iOS.